# Hal Gaylor
Harold Walden „Hal“ Gaylor (* 9. Juli 1929 in Montréal; † 25. Juni 2015) war ein kanadischer Jazzmusiker (Bass, Cello und Bassgitarre) und Komponist.

## Leben und Wirken
Gaylor spielte in einer Highschoolband Klarinette; während seines Militärdienstes gehörte er der Royal Canadian Navy Band an. Er studierte am Montréaler McGill-Konservatorium und begleitete bereits 1953 Charlie Parker bei einer Session in Montréal in einer Rhythmusgruppe mit Dick Garcia, Valdo Williams und Bill Graham („Ornithology“/„Cool Blues“.) Mit Graham wirkte er im selben Jahr bei Aufnahmen für Discovery Records mit. 1958 arbeitete er mit Kai Winding. 1955 heiratet er die New Yorker Tänzerin Evelyn Benz, mit der er 1956 nach New York City ging. Dort arbeitete er u. a. in einem Trio mit Paul Bley und Lennie McBrowne, mit dem er auf Tournee in den Mittleren Westen und schließlich nach Los Angeles ging. Dort lernte er den Pianisten Walter Norris kennen, mit dem er im Trio mit Billy Higgins spielte, gelegentlich ergänzt um Ornette Coleman und Don Cherry.
Bekannt wurde er dann Ende der 1950er Jahre in der Band von Chico Hamilton mit Eric Dolphy, mit der er 1958 auf dem Newport Jazz Festival konzertierte. Schon während seiner Zeit bei Hamilton nahm er für Decca mit John Pisano und Billy Bean auf. 1960 verließ er die Hamilton-Band, kehrte nach New York zurück und arbeitete bei Clark Terry und Billy May, Stan Getz und Bill Evans. 
1961 hatte er Gelegenheit, unter eigenem Namen für Riverside Records als The Trio mit dem Pianisten Walter Norris und Billy Bean aufzunehmen. Hal Gaylor begleitete dann in den 60ern Vokalisten wie Lena Horne, Mel Tormé, Anita O’Day und Dick Haymes auf Tourneen; er wirkte ab Anfang der 50er bis Anfang der 70er Jahre an rund vierzig Aufnahmesessions mit, u. a. arbeitete mit Tony Bennett (1964), Ralph Sharon und Larry Coryell. Ende der 60er arbeitete er vorwiegend als Studiomusiker in New York und spielte als Bassgitarrist in Fusion-Gruppen von Jeremy Steig, Mike Mainieri und Joe Beck. 1972 trat er in Benny Goodmans All-Star-Sextet mit Zoot Sims und Peter Appleyard in Deutschland auf. Eine Gehörerkrankung auf dem rechten Ohr beendete seine Musikerkarriere und er betätigte sich fortan als Maler und Physiotherapeut.
Als Komponist war er für Walter Norris und Dave Pike tätig; für Chico Hamilton schrieb er die „Original Ellington Suite“, die auf dem gleichnamigen Blue Note-Album erschien.

## Diskographischer Hinweis
- Hal Gaylor/Billy Bean/Walter Norris – The Trio (Riverside, 1961)